# Edward Knoblock
Edward Knoblock, né le 7 avril 1874 à New York (États-Unis) et mort le 19 juillet 1945 à Londres (Royaume-Uni), est un dramaturge et romancier britannique d'origine américaine connu principalement pour sa pièce Kismet (1911).

## Filmographie
Films ou téléfilms scénarisés par Edward Knoblock ou adaptés de l'une de ses œuvres :
- 1914 : Kismet
- 1915 : The Shulamite
- 1916 : Milestones de Thomas Bentley
- 1917 : My Lady's Dress
- 1920 : Milestones
- 1920 : Kismet
- 1920 : Blind Wives
- 1921 : The Headmaster
- 1921 : The Lost Romance
- 1921 : Appearances
- 1921 : Les Trois Mousquetaires (The Three Musketeers)
- 1921 : Under the Lash
- 1922 : Robin Hood
- 1923 : Rosita de Ernst Lubitsch et Raoul Walsh
- 1923 : The Marriage Maker
- 1927 : Mumsie
- 1929 : Speakeasy de Benjamin Stoloff
- 1930 : Quand l'amour appelle (Love Comes Along) de Rupert Julian
- 1930 : Knowing Men
- 1930 : Kismet de John Francis Dillon
- 1931 : Kismet de William Dieterle
- 1931 : La Faute de Madelon Claudet (The Sin of Madelon Claudet)
- 1932 : Men of Steel
- 1933 : The Good Companions
- 1933 : Red Wagon
- 1934 : Chu Chin Chow de Walter Forde
- 1934 : Prima Donna (Evensong)
- 1936 : The Amateur Gentleman (en) de Thornton Freeland
- 1937 : Moonlight Sonata
- 1940 : An Englishman's Home
- 1944 : Kismet
- 1949 : The Good Companions (TV)
- 1949 : Dear Mr. Prohack
- 1951 : Milestones (TV)
- 1955 : L'Étranger au paradis (Kismet)
- 1967 : Kismet (TV)